# 설희
"설희"는 2016년에 제작한 대한민국의 영화이다.

## 캐스팅
- 강림 : 연희 역
- 신지혜 : 설희 역
- 박지훈 : 철우 역
- 남혜숙
- 박창화
- 변영선
- 윤기승